# Remco Boer
Remco Boer (Nijmegen, 1970) is een Nederlands korfbalcoach en voormalig korfballer. Hij speelde namens DKOD op het hoogste niveau korfbal en is korfbalcoach bij verschillende Korfbal League-clubs geweest, zoals Koog Zaandijk en AKC Blauw-Wit. Daarnaast is hij ook bestuurslid van het KNKV.

## Speler
Als speler was Boer in dienst van DKOD. Met deze club speelde hij op het landelijk hoogste niveau. Met de ploeg werd hij Nederlands veldkampioen in 1996.

## Coach
Na zijn carrière als speler is Boer coach geworden. Zo werd hij in 2000 de coach van Oost-Arnhem. Van 2005 t/m 2007 was Boer coach van AKC Blauw-Wit dat in de prestigieuze nieuw opgerichte Korfbal League speelde. Boer kon seizoen 2006-2007 niet afmaken bij Blauw-Wit. Vanwege tegenvallende resultaten werd hij in februari 2007 op non-actief gezet en vervangen door Jan Niebeek. Hij was de eerste coach van de Korfbal League die vroegtijdig moest stoppen.
Na een aantal jaar sabbatical werd Boer in 2010 hoofdcoach van Koog Zaandijk. Deze ploeg was in 2009 voor de tweede keer landskampioen geworden in de Korfbal League, maar coach Wim Bakker stopte ermee. Met een team dat barstte van de internationals zoals Tim Bakker, Rick Voorneveld en Roxanna Detering moest Boer de ploeg op niveau houden. Boer zorgde ervoor de KZ de Europacup van 2011 won en dat het 1e eindigde in de zaalcompetitie. Helaas voor KZ verloor het de play-offs van PKC en kon het hun titel niet verdedigen. Uiteindelijk won KZ de kleine finale van Fortuna vanwege een golden goal van Roxanna Detering.
Privéomstandigheden zorgden ervoor dat Boer na één seizoen moest stoppen bij KZ.
Voor Korfbal League seizoen 2019-2020 is Boer terug als hoofdcoach bij Koog Zaandijk.

## Erelijst
als speler
- Nederlands kampioen veldkorfbal, 1x (1996) namens DKOD

als coach
- Europacup, 1x (2011) namens Koog Zaandijk